# Теспе (Німеччина)
Теспе (нім. Tespe) — громада в Німеччині, розташована в землі Нижня Саксонія. Входить до складу району Гарбург. Складова частина об'єднання громад Ельбмарш.
Площа — 24,87 км2. Населення становить 4849 ос. (станом на 31 грудня 2021).